# Томас Стафорд
Томас Патен Стафорд (на английски: Thomas Patten Stafford) e бивш американски астронавт, участник в 4 космически полета, генерал-лейтенант от американските Военновъздушни сили.
Има полети на повече от 120 различни типа летателни апарати и 507 часа в космоса, като участник в три различни космически програми. Като командир на Аполо 10 осъществява втория пилотиран полет до Луната.

## Биография
Стафорд е роден на 17 септември, 1930 г. в Уедърфорт в щата Оклахома.
Получава бакалавърска степен от Американската военноморска академия през 1952 г. 
Избран е за астронавт от НАСА през септември 1962.

## Полети

### Първи полет
През 1965 г. той е бил резервен пилот на мисията „Джемини 3“.
Между 15 и 16 декември 1965 г. е пилот на мисията на „Джемини 6А“, командир е Уолтър Шира. Астронавтите по време на полета се приближават на разстояние до 30 см, с корабът „Джемини 7“, пилотиран от Франк Борман и Джеймс Ловел. Съвместната им работа продължава общо 5 часа и 18 минути.

### Втори полет
Вторият си полет Стафорд започва на 3 юни 1966 г. като командир на кораба „Джемини 9А“. Пилот на тази мисия е Юджийн Сърнън. Първоначално, през януари 1966 г. за полет на Джемини 9 са назначени други двама астронавти: Елиът Сий и Чарлс Басет. Стафорд е в дублиращия екипаж. През февруари, астронавтите Сий и Басет загиват в самолетна катастрофа. Името на мисията е променено на Джемини 9А и дубльорите стават основен екипаж. Една от основните задачи на астронавтите по време на полета е трябвало да бъде скачване със спътник-мишена, но от спътника не се отделя аеродинамичен капак и цялата маневра е сведена само до сближаване.

### Трети полет
Екипажът на Аполо 10 е пилот на лунния модул – Юджийн Сърнън, Джон Йънг е пилот на командния модул, а Т. Стафорд е командир. Това е последният експериментален полет на „Аполо“ и генерална репетиция за кацането на Луната (изпълнена е цялата програма без самото прилуняване). Астронавтите Стафорд и Сърнън отделят лунния модул от основния блок на Аполо и се спускат само на 14,3 км. от лунната повърхност. По време на полета правят снимки на лунната повърхност в търсене на места за кацане на бъдещите мисии на Аполо.

### Четвърти полет
Неговият четвърти и последен полет започва на 15 юли 1975 г. Командир е на кораба, участващ в съвместния американско-съветски тестов полет АСТП (експеримантален полет Аполо-Союз), членове на екипажа са още: Ванс Бранд – пилот и Доналд Слейтън – пилот на скачващия модул. По време на полета Т. Стафорд е с чин бригаден генерал от USAF и става единствения висш офицер летял в космоса. Съветският участник е „Союз 19“ с екипаж: Алексей Леонов – командир и Валерий Кубасов – бординженер. На 17 юли двата кораба се скачват в орбита и астронавтите провеждат съвместни научни изследвания и експерименти. Това е първия съвместен проект между двете страни в областта на пилотираните космически полети.
| Космически полети на Томас Стафорд                       | Космически полети на Томас Стафорд | Космически полети на Томас Стафорд | Космически полети на Томас Стафорд | Космически полети на Томас Стафорд | Космически полети на Томас Стафорд | Космически полети на Томас Стафорд |
| №                                                        | Дата                               | КК                                 | Емблема на мисията                 | Функции                            | Продължителност                    |                                    |
| -------------------------------------------------------- | ---------------------------------- | ---------------------------------- | ---------------------------------- | ---------------------------------- | ---------------------------------- | ---------------------------------- |
| 1                                                        | 15 декември 1965                   | „Джемини 6А“                       |                                    | Пилот                              | 1 денонощие 1 час 51 мин 24 сек.   |                                    |
| 2                                                        | 3 юни 1966                         | „Джемини 9А“                       |                                    | Командир                           | 3 денонощия 0 часа 20 мин 50 сек.  |                                    |
| 3                                                        | 18 май 1969                        | „Аполо 10“                         |                                    | Командир                           | 8 денонощия 0 часа 3 мин 23 сек.   |                                    |
| 4                                                        | 15 юли 1975                        | „Аполо-Союз“                       |                                    | Командир                           | 9 денонощия 1 час 28 мин 23 сек.   |                                    |
| Сумарно време в космоса – 21 денонощия 03 часа 44 минути |                                    |                                    |                                    |                                    |                                    |                                    |

## След НАСА
Стафорд поема командването на Изпитателния център за полети на ВВС на 4 ноември 1975 г. Той е повишен в чин генерал-майор на 9 август 1975 г., а на 15 март 1978 в генерал-лейтенант. Заедно с Ричард Трули и Сюзан Хелмс, Т. Стафорд достига най-високото военно звание от всички американски астронавти. От ВВС се оттегля през 1979 г.
Той е съосновател на техническа консултантска фирма Stafford, Burke, and Hecker, Inc. в Александрия, щата Вирджиния. Той е в Съвета на директорите на шест предприятия, членуващи в Нюйоркската фондова борса, както и две други, включително и Seagate Technology, Inc. Последната е най-големият независим производител на твърди дискове (хард-дискове) в света. Той е бил съветник на редица правителствени агенции, включително НАСА и ВВС-командването. Той е бил съветник по отбраната на Роналд Рейгън по време на президентската кампания 1980 г. и член неговия екип по време на Рейгъновото управление. През юни 1990 той става член на комисията, която изследваше границите на бъдещите цели за пилотирани космически полети за следващите 30 години.
От средата на 90-те години е в консултативния съвет на НАСА по време на програмата „Мир-Шатъл“ (консултативен съвет на NASA и работна група по време на мисиите със среща и скачване на совалките със станцията „Мир“).
По-късно ръководи консултативен съвет за изграждането на Международната космическа станция

## Награди и отличия
- На 19 януари 1993 г., Томас Стафорд е награден от Конгреса на САЩ с Космически медал на честта – най-високото гражданско отличие за изключителни заслуги в областта на аерокосмическите изследвания;
- медал „За извънредни заслуги“ на ВВС на САЩ;
- кръст „За изключителен принос“ на ВВС на САЩ;
- медал „За заслуги“ на ВВС;
- два медала на НАСА „За изключителни заслуги“
- два медала на НАСА „За особени заслуги“;
- медал на НАСА „За изключително лидерство“;
- медал „За заслуги в усвояването на космическото пространство“ на Русия.